# Otohydra vagans
Otohydra vagans Swedmark and Teissier, 1958 è l'unica specie  di celenterati idrozoi della famiglia Otohydridae.

## Descrizione
Si tratta di una specie di idrozoo di dimensioni molto piccole: il corpo della medusa, ovoidale, misura fino ai 0,35 mm di lunghezza, mentre i tentacoli sono lunghi al massimo 0,5 mm e possono essere fino a 24 di numero, anche se abitualmente se ne riscontrano fra i 12 ed i 16. Il corpo è completamente coperto di ciglia. Gli organi sensoriali, gli 8-12 statocisti che possiede, sono endodermici. Gli organi riproduttivi si trovano sulle pareti interne dello stomaco.

## Distribuzione e habitat
La specie abita le acque dell'Atlantico nord e del Mediterraneo. Vive a profondità di 40 a 60 metri, sepolta in gusci di piestrisco.

## Tassonomia
La O. vagans è l'unica specie del genere Otohydra, a sua volta unico genere della famiglia Otohydridae.
Il genere Otohydra potrebbe contare anche un'altra specie: la O. tremulans  Otohydra tremulans Lacassagne, 1973, però è considerata come nomen nudum, ossia non accettata dalla comunità scientifica.